# Antiochtha
Antiochtha is een geslacht van vlinders van de familie Lecithoceridae.

## Soorten
- A. achnastis Meyrick, 1906
- A. balbidota Meyrick, 1905
- A. cataclina (Meyrick, 1923)
- A. coelatella (Walker, 1864)
- A. foederalis (Meyrick, 1923)
- A. leucograpta (Meyrick, 1923)
- A. oxyzona (Meyrick, 1910)
- A. periastra (Meyrick, 1910)
- A. stellulata (Meyrick, 1906)
- A. vigilax (Meyrick, 1910)